# ロバート・セシル (初代セシル・オブ・チェルウッド子爵)

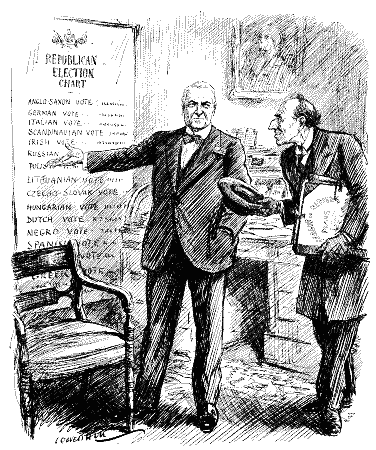
ウォレン・ハーディングに国際連盟の説明をするロバート・セシル。1920年11月10日のパンチに掲載された。

初代セシル・オブ・チェルウッド子爵、エドガー・アルジャーノン・ロバート・ガスコイン＝セシル（Edgar Algernon Robert Gascoyne-Cecil, 1st Viscount Cecil of Chelwood, CH PC QC、1864年9月14日-1958年11月24日）は、イギリスの弁護士、政治家、外交官、貴族である。国際連盟の創設者の一人で、長年のその功績を称えられ、1937年にノーベル平和賞を受賞した。
1923年まではロバート・セシル卿（Lord Robert Cecil）の儀礼称号を使用した。

## 生涯

### 法律を学ぶ
3度にわたって首相を務めた第3代ソールズベリー侯爵ロバート・ガスコイン＝セシルの6番目の子供、三男としてロンドンに生まれた。
彼は13歳まで家庭で教育を受けたが、彼は自伝の中で、この期間はその後イートン・カレッジで学んだ4年間よりもより高度でより興味深かったと述べている。彼はオックスフォード大学のユニバーシティ・カレッジで大学時代をすごし、ディベートで名声を得た。法律を勉強し、1887年23歳の時に弁護士活動の許可を得た。彼はこの2年後に結婚したが、エレノア・ラムトン（Eleanor Lambton）と結婚したことは今までしたことの中で最も賢いこと（the cleverest thing he had ever done）だったとよく語った。1887年から1906年にかけて、彼の仕事は普通法の整備、大法院でのたまの仕事、増えつつある議会での仕事など、法律に関するものばかりであった。また『Principles of Commercial Law』というタイトルの共著にも参加した。

### 政治家に
1906年、セシルは保守党から立候補して庶民院の議員に選ばれ、1906年から1910年まで務めた。次の年には2つの選挙に落選し、1911年には独立保守政党からハートフォードシャーの議員に選ばれた。
第一次世界大戦が始まった年には50歳だったが、セシルは国際赤十字に赴き、働いた。しかし1915年に連立政権が発足すると、彼は1916年から1918年までアーサー・バルフォア外務大臣の下で副大臣となり、敵に経済的、商業的圧力をかける方法を考えた。

### 国際連盟創設へ
1916年9月には、1ページ目に国際連盟創設の内容を含む、戦争を避けるための提案を閣内で回覧にまわし、バルフォアによって設けられた外務省で国際連盟を構想する役職に任じられた。

### 国際連盟で活動
第一次世界大戦後、国際連盟が発足してから1946年に消滅するまでのおよそ30年間、セシルの生活はほとんどが国際連盟のために費やされた。また、国際連盟連合の会長も務めた。パリ講和会議で、彼は国際連盟に関するイギリスの代表を務めた。日本が国際連盟の規約に人種差別撤廃の規定を盛り込もうとした際には、強硬に反対し、最終的にはこの案はアメリカ大統領ウッドロウ・ウィルソンによって退けられた。エスペランティストのセシルは1921年に言語の問題を解決するためにエスペラント語を国際連盟の作業言語にする提案を書き、後に第二次エチオピア戦争やミュンヘン会談での宥和政策を批判するなど熱心な集団安全保障の推進者でもあることから1922年には相互援助条約案を起草するも何れも廃案にされた。
1920年から1922年には南アフリカ自治領の国際連盟代表を務め、1923年にはアメリカ合衆国に5週間滞在し、アメリカの民衆に国際連盟の意義を伝えた。1923年から1924年には王璽尚書の地位に就き、1924年から1927年にはランカスター公領大臣を務めた。
1927年にジュネーヴで行われた海軍会議では、イギリスがイギリス帝国及びその貿易や情報を守る為に少なくとも70隻の巡洋艦が必要だとするイギリスの主張にアメリカが異を唱えて会議が不調に終わった。巡洋艦のサイズと大砲の口径で譲歩する代わりにイギリスの巡洋艦を70隻から50隻に削減する案がアメリカから出されたが、イギリス政府は巡洋艦を減らさずに会議から降りてしまった。代表団の一員として参加していたセシルはこれを見て、政府の役職を辞任した。
セシルは1923年から1945年までイギリスの国際連盟の代表を務め、フランスで世界平和連合や国際平和キャンペーンと呼ばれる運動をフランス人民戦線の左派系政治家らとともに興し、会長を務めた。またこの頃には、国際連盟での講演を集めた1928年の『The Way of Peace』、自身と国際連盟の関わりを書いた1941年の『A Great Experiment』、1949年の詳しい自伝『All the Way』などの著書を出版した。

### 大学での仕事
彼は爵位の他に、1956年にはCompanion of Honourに叙せられ、1924年から1927年までアバディーン大学の学長を、1918年から1944年にはバーミンガム大学の総長を務めた。1924年にはウッドロウ・ウィルソン基金より平和賞を受賞し、そして1937年にはノーベル賞を受賞した。またエジンバラ大学、オックスフォード大学、ケンブリッジ大学、マンチェスター大学、リバプール大学、セント・アンドルーズ大学、アバディーン大学、プリンストン大学、コロンビア大学、アテネ大学から名誉学位も受けている。

### 晩年
1946年春、彼は81歳の時にジュネーヴで開催された最後の国際連盟総会に出席し、彼の結びのスピーチ「The League is dead; long live the United Nations!」（国際連盟は死んだ、国際連合万歳！）で幕を閉じた。
その後、貴族院の議員となったり、国際連盟連合を発展的解消した国際連合協会の名誉会長として国連を支援しながら13年間生きた。1958年11月24日に亡くなったが、相続人がいなかったため爵位は途絶えた。